# Onthophagus hsui
Onthophagus hsui là một loài bọ cánh cứng trong họ Bọ hung (Scarabaeidae).